# チェンジ (バンド)
チェンジ (Change) は、イタリア人プロデューサーのジャック・フレッド・ペトラスにより、1979年にボローニャで生まれたバンド。
アメリカのソウル・シーンに進出し、ルーサー・ヴァンドロスらをメイン・ボーカルに迎えたアルバム『ザ・グロウ・オブ・ラヴ』で知られる。1984年のアルバム『チェンジ・オブ・ハート』では、音楽プロデューサーとしてジャム&ルイスを迎え、タイトル曲がR&Bヒット。シングル「You Are My Melody」も高評価だった。

## ディスコグラフィ

### アルバム
- 『ザ・グロウ・オブ・ラヴ』 - The Glow of Love (1980年、Warner)
- 『恋のハッピー・パラダイス』 - Miracles (1981年、Atlantic / WEA)
- 『ヴェリー・ベスト・イン・ユー』 - Sharing Your Love (1982年、Atlantic / WEA)
- 『ディス・イズ・ユア・タイム』 - This Is Your Time (1983年、Atlantic / WEA)
- 『チェンジ・オブ・ハート』 - Change of Heart (1984年、Atlantic / WEA)
- 『ターン・オン・ユア・レイディオ』 - Turn on Your Radio (1985年、Atlantic / Cooltempo)
- Change Your Mind (2010年、Fonte)
- 『ラブ・フォー・ラブ』 - Love 4 Love (2018年、ODC Records)